# Topolino impresario di radiofonia
Topolino impresario di radiofonia (The Barnyard Broadcast) è il titolo di un cortometraggio di Topolino del 1931.

## Trama
Topolino è direttore di un complesso della sua fattoria di cui va veramente fiero. Infatti grazie ad un apparecchio di registrazione, egli riesce a registrare i vari pezzi che suonano Orazio, Clarabella Cow e Minni e a farli sentire a tutti tramite la radio.
Ma un gruppo di dolci gattini è in agguato e Topolino, pur di non interrompere la trasmissione, fa sì che i gattini combinino guai e alla fine terminerà la sua audizione con tutti gli strumenti musicali distrutti.